# 642 Clara
642 Clara è un asteroide della fascia principale del diametro medio di circa 33,36 km. Scoperto nel 1907, presenta un'orbita caratterizzata da un semiasse maggiore pari a 3,1977932 UA e da un'eccentricità di 0,1188153, inclinata di 8,13749° rispetto all'eclittica.
Il suo nome è in onore di una domestica della famiglia Wolf.